# Gheorghe Sarău
Gheorghe Sarău (n. 21 aprilie 1956, satul Segarcea-Vale, județul Teleorman) este un lingvist român, cercetător al limbii rome și activist pentru dezvoltarea învățământului de limbă rromani din România la toate nivelurile, autor de manuale și dicționare în limba rromani.

## Biografie
După terminarea Liceului Industrial de Chimie din Turnu Măgurele (1978) și după satisfacerea serviciului militar de nouă luni (TR, la UM 1352 Corbu de Sus, jud. Constanța), Gheorghe Sarău urmează, între 1979-1983, secțiile de limba și literatura rusă – limba și literatura maghiară ale Facultății de Limbi și Literaturi Străine din cadrul Universității din București (frecventând și limbile facultative turca, spaniola și bulgara). Debutul publicistic s-a produs, ca student, cu traduceri umoristice în anul 1982, în revistele “Urzica” (aprilie) și “Astra” (mai) din bulgară și rusă, ulterior și din maghiară. 
În ultima lună de facultate (iunie 1983), Gheorghe Sarău începe să învețe limba rromani și să se intereseze pe larg de acest domeniu. Este repartizat ca profesor de limba rusă la Școala nr. 3 și Șoala nr. 2 din Satu Mare (1983-1984), apoi revine definitiv în București, ca traducător și profesor (Școala nr. 165 – București), continuându-și activitatea de cercetare în domeniul istoriografic-literar, colaborând cu diferite publicații, precum: „Astra”, „Steaua”, „Flacăra”, „Suplimentul literar artistic al Scânteii Tineretului” (SLAST), „Carul Solar”, „Pagini teleormănene”, „Manuscriptum”, „Revue Roumaine de Linguistique”, „Limbă și Literatură”, „Romanoslavica”, „Limbile moderne în școală” etc.

## Cariera
Între 1 mai 1990 - 31 august 2018, Gheorghe Sarău lucrează în Ministerul Educației Naționale - mai întâi, la Direcția Relații Internaționale (între mai 1990 - mai 1998, ca referent și inspector pentru relații internaționale bilaterale în învățământ, fiind, totdată, și metodist al ministerului, la nivel național, pentru limba rromani) – apoi, în Direcția Minorități (între mai 1998 - august 2018'), unde a ocupat funcția de consilier pentru limba rromani și rromi. 
Din 1992 și până în prezent, Gheorghe Sarău este profesor universitar la Secția de limba și literatura rromani a Facultății de Limbi și Literaturi Străine din cadrul Universității din București, activând în paralel cu funcția din MEN.  La 28 aprilie 1992  Gheorghe Sarău a publicat primul dicționar rrom din România (v. Mic dicționar rrom-român, București: Kriterion, 176 p., cu Morfologia dialectului vlah de varietate românească al limbii rromaní. Schiță, p. 25-81).  
Între 1992-1998, sub îndrumarea profesoarei Lucia Wald, a urmat la Universitatea din București, un doctorat în domeniul indo-europenisticii, obținând titlul de doctor în filologie, la 28 septembrie 1998 cu o lucrare consacrată dialectului rromilor spoitori. A urmat  stagii de pregătire în domeniul limbii rromani, sub îndrumarea prof. univ. dr. Marcel Courthiade de la INALCO Paris și a prof. dr. Rajko Djurić (poet și președintele Uniunii Internaționale Rome în perioada 1990-2003), ulterior fiind invitat, în 1998, 1999 și 2003, să țină, alături de aceștia, cursuri de limba rromani în cadrul Cursurilor internaționale de limba, literatura și istoria rromilor organizate în spațiul universitar german.
Gheorghe Sarău a fost redactor (iulie 1997), redactor șef-adjunct (sept. 1997-1998) și redactor șef (1999-2001) al revistei lunare a Partidei Romilor „Pro Europa”, „Asul de treflă”. Din 2019, pe Gheorghe Sarău îl regăsim, de asemenea, între redactorii revistei „Vatra veche” din Târgu Mureș. 
De la debutul său publicistic din anul 1982, ca student, de la cel editorial, din anul 1992, Gheorghe Sarău a publicat în mod consecvent în reviste și la diferite edituri, fiind, timp de aproape patru decenii, autorul unui număr de peste 150 de volume (majoritatea în domeniul rrom, dar 10 dintre acestea fac obiectul domeniului românesc), dintre care: 53 ca autor unic, 45 în calitate de co-autor, 52 - îngrijitor de ediție, prefațator, traducător, coordonator de volume cu mai mult de doi autori etc. Acestora se adaugă peste 300 de prezențe în presă și în volume comune.  

## Specialist în limba rromani

Dicționar Rrom-Român, Editura Dacia, Cluj, 2000

Limba rromani a învățat-o autodidact, la încurajarea acad. prof. univ. dr. Gheorghe Mihăilă, a prof. univ. dr. Emil Vrabie și a lect. univ. Ioana Prioteasa. În anul 1983, fiind student și căutând niște cărți la Biblioteca Academiei pentru a face un referat, a dat accidental de o lucrare despre rromi a lui Jean Vailant, unde a găsit o minigramatică a limbii rromani de vreo 13 pagini și un minivocabular. Le-a copiat pe amândouă și a început să le studieze. Împrumutând și alte cărți de la bibliotecă, a ajuns la cartea lui Barbu Constantinescu, din 1878, „Probe de limba și literatura țiganilor din România“, apărută într-o ediție bilingvă, română și rromani și a început să învețe limba rromani exact după aceeași metodă prin care Jean Champollion a descifrat hieroglifele. Dacă avea dubii cu privire la o formă a unui cuvânt, apela la rromii simpli de pe stradă, la florărese și la lăutari.
„Întâi de toate, am început să fișez cartea lui Barbu Constantinescu. Fiind de formație lingvist, mi-a fost ușor să descopăr care erau căsuțele libere în structura limbii, în scheletul morfologic al limbii. În momentul în care aveam vreo 10-15 fișe care mă trimiteau spre o formă de ablativ, locativ sau dativ, mi se confirma că aceea era căsuța de completat. Deci, exact cum a făcut Champollion. Pornind de la nimic, am descoperit scheletul limbii. Am fost autodidact și asta e dovada cea mai clară că oricine vrea să învețe această limbă poate reuși foarte ușor și singur. (...) Totul a început pur și simplu ca un hobby, apoi am început să descopăr secretele acestei limbi, lucru care m-a fascinat.”—Gheorghe Sarău
A participat  la cursuri de vară de limba rusă (la Moscova, 1990), de limba rromani (la Karjaa (Finlanda), 1991; la Roma, 1992; la Saint-Andre-de-Sangonis (în sudul Franței, în 1993,1994,1996), de limba spaniolă (Jaca, 1994,1996).
Ulterior,  Gheorghe Sarău a devenit profesor la cursurile de vară de limba rromani de la Beeskow (Germania), 1998). A participat la numeroase conferințe și simpozioane naționale și internaționale, prezentând expuneri despre limba rromani.
A conceput mai multe lucrări de lingvistică și abecedare în limba rromani.
Fișa emblematică a rezultatelor și a activităților întreprinse de Gheorghe Sarău
Este autor al 53 de volume dedicate în exclusivitate limbii, literaturii, istoriei rromilor, promovării limbii rromani în școli și facultăți, co-autor al 45 de volume consacrate limbii, literaturii, istoriei, școlarizării  rromilor și predării limbii rromani în școli și facultăți. Este îngrijitor ediție, prefațator, traducător, coordonator pentru 52 de volume din domeniul limbii, literaturii, istoriei, școlarizării și învățământului pentru rromi, autor al unor părți din volume sau de articole apărute în 65 de volume colective despre limba, folclorul, predarea limbii și literaturii rromani în școli și facultăți etc.
 Gheorghe Sarău este autorul primului dicționar din domeniul limbii rromani publicat în România (Mic dicționar rom-român,București: Editura Kriterion,1992, 176 p. (cu o schiță a Morfologiei dialectului vlah de varietate românească al limbii romani, p. 25-81) și al primului manual de limbă romani („Limba rromani - țigănească”, Editura Didactică și  Pedagogică, 1994, 240 p.), pentru clasele de învățători rromi ale Școlilor normale/ Liceelor Pedagogice. Publică prima culegere de texte rrome (Culegere de texte în limba rromani -clasele a II-a -a IV-a, București: Editura Didactică și Pedagogică, R.A., 1995,188 p), lucrare care  reunește texte folclorice rrome și culte ale autorilor rromi din toată lumea.Este  autorul primelor programe (curricula) pentru studiul limbii rromani: al programelor pentru  elevii Școlilor normale/ Liceelor Pedagogice (1991), al programei de rromani pentru elevii cl. I-cl. a XIII-a (1992); autorul  programei de limba rromani pentru componenta de rromani din cadrul Facultății de Limbi și Literaturi Străine (1992); autorul programelor pentru A și B al Secției de Rromani (1997, 1998, 1999 etc.). Inițiator al primului Curs universitar de limba rromani din învățământul superior românesc în cadrul Facultății de Limbi și Literaturi Străine a Universității din București, cu începere din anul univ.1992/ 1993, în regim de curs facultativ (22 oct. 1992).  Începând din anul universitar l996/1997, la propunerea scrisă a lui Gheorghe Sarău,  se înființează secției de indianistică, în cadrul căreia se reia (în noua formulă) studiul limbii hindi (ce fusese întrerupt răstimp de doi ani). Cu începere din anul univ. 1997/1998, se înființează - în uma demersurilor lui Gheorghe Sarău - secția B. Indianistică (hindi-rromani), în cadrul căreia acesta asigură orele de limbă rromani (din octombrie 1997). În continuare, tot la inițiativa sa și în urma dosarului pregătit de acesta,   este înființată și acreditată provizoriu B. secția de limbă și literatură rromani, cu începere din anul univ. 1998/1999, în cadrul Facultăților de Litere și de Limbi și Literaturi Străine, cu revalidări succesive (din an univ. 2005/ 2006 – secție A. Limbă și literatură rromani). 
·                primul doctor cu o teză de doctorat dedicată limbii rromani (elaborată între 1992-1998 și susținută în 28 septembrie 1998). 
·                inițiatorul și organizatorul primului Curs național de vară pentru limba rromani (Satu Mare, 1999). 
·                inițiatorul corpului de inspectori pentru școlarizarea rromilor, la nivelul fiecărui inspectorat școlar județean, cu începere din 1999, alături de ministrul Andrei Marga.
·                inițiatorul specializării ID institutori – profesori de limba rromani, destinată studenților rromi, la CREDIS - Colegiul de Învățământ Deschis la Distanță în cadrul Universității București; profesor coordonator al specializării limbă și literatură rromani cu începere din anul univ. 2000/ 2001 și până în 2011. 
·                autor al altor volume din afara domeniului rrom, apărute după anul 2013 (volum dedicat artistei de muzică ușoară Aida Moga; 3 vol. dedicate poetului boem consătean, Dimitrie Stelaru; 3 vol. monografice dedicate localității Segarcea Vale), dar și inițiatorul unor activități culturale și de recuperare memorialistică și istoriografică: organizarea și dotarea muzeului din această așezare; documentarea, elaborarea și dezvelirea unor plăci memoriale pe locuințele din spațiul geografic teleormănean în care au locuit/ creat scriitori și artiști: la Turnu Măgurele (Dimitrie Stelaru, Hortensia Papadat Bengescu, Hariclea Darclée, Gherase Dendrino, Florian Cristescu) și la Segarcea Vale (casa natală a lui Dimitrie Stelaru) etc.     
·                membru activ în "Grupul de Cercetări și Acțiuni în Lingvistica Romani" al Comunității Europene, coordonat de Centrul de Studii Rrome din  cadrul Universității Sorbona - Paris și de Fundația "Rromani Baxt" din Franța, participând, în calitate de co-autor, la elaborarea lucrărilor de limbă rromani editate  pentru uzul preșcolarilor, elevilor și studenților, în perioada 1991-1996.
·                activitate de consultant științific în probleme de limbă rromani (îndeosebi în profil editorial) – 1993 - 2010.
·                inițiatorul și coordonatorul Grupului Român de Cercetări și Acțiuni în Lingvistica Rromani (ce a funcționat ad-hoc din anul 1993; constituit legal la data de 15 ianuarie 1998, iar din data de 18 mai 1998 având personalitate juridică). Până în anul 2001.
·                membru în Subcomitetul interministerial pentru rromi (S.I.R.) de pe lângă Departamentul pentru Protecția Minorităților Naționale din Guvernul României (din mai 1998 – până la încheierea mandatului acestuia, 25 apr. 2001).
·                consultant independent în domeniul limbii rromani și al școlarizării rromilor la Fundația pentru o Societate Deschisă - Filiala Cluj Napoca (din mai 1999), devenită din anul 2000 Centrul de Resurse pentru Comunitățile de Romi (C.R.C.R.), respectiv, al CEDU 2000+ (Centrul Educația 2000+, București).
·                membru fondator al Asociației pentru educația rromilor "Khetanes" ["Împreună"], constiuită în august 1999, la Satu Mare, reconfirmată la București în 17 noiembrie 1999, cu personalitate juridică din anul 2000 (H.J. nr. 21 / 28.IV.2000). 
·                organizatorul Cabinetului de limbă rromani și indianistică și al bibliotecii de indianistică, sala 31, Facultatea de Limbi și Literaturi Străine - Universitatea București, str. Pitar Moș nr. 7-13, et. 2, București (cu începere din anul univ. 2000 /2001).
·                autor al primului Calendar cultural rrom, cu destinație școlară, extins apoi la nivelul întregii societăți (2006).
·                inițiatorul și mobilizatorul factorilor necesari în scopul pictării pentru prima dataă într-o biserică ortodoxă și într-o biserică din țările estice și central europene a Sfintei Sara, patroana religioasă a rromilor (în Biserica din loc. Segarcea Vale, Teleorman) - 2006; 
·                Inițiatorul programului–pilot, în anul 2001, pentru “Grădinițele estivale premergătoare clasei I” (MEN , Reprezentanța UNICEF, Romani CRISS și Institutul de Științe ale Educației), ce avea să fie preluat de rețeaua școlară, cu începere din anul 2002.  
·                Inițiatorul și managerul (22 luni) al programului FSE “Toți la grădiniță, Toți în clasa I !”  (dec. 2007- 16 oct. 2009).
·                inițiatorul unor programe de formare destinate limbii rromani și aspectelor educaționale rrome derulate între 2009-2018 (în medie, câte 10/an). 
·                inițiatorul și moderatorul a 65 de e-groupuri profesionale (studenți, profesori, metodiști, inspectori, directori, ONG-uri etc.) din țară și din străinătate în profilul limbii rromani și al școlarizării rromilor. 
·                donator de tipărituri în domeniul rrom mai multor instituții: BCU București și filiale (Fondul Rrom – Colecția Gheorghe), ISPMN Cluj Napoca, Biblioteca Facultății de Litere București, Biblioteca Metropolitană București (CD-uri), Biblioteca Municipală Roșiorii de Vede, Bibliotecii și Muzeului Localității Segarcea Vale, Școala Gimnazială Slobozia Bradului – Vrancea (colecția de 133 afișe pe tematică rromă) etc etc.   
·                inițiatorul și mobilizatorul factorilor locali pentru deschiderea, dotarea și acreditarea Muzeului Localității Segarcea Vale (din 1 iunie 2018); 
           Alte repere se pot desprinde din lucrarea “Gheorghe Sarău, “Finis coronat opus”. Bibliografie cu repere din viața și activitatea autorului. Prefață: Nicolae Băciuț, Târgu Mureș: Editura “Vatra Veche”, 2018, 384 p., ISBN: 978-606-8785-59-2 [cu fotografia color a autorului făcută la New Delhi, în 2016].

## Inițiator al cursurilor de limba rromani
La data de 1 mai 1991, profesorul Sarău a fost trimis de către conducerea Ministerului Educației ca metodist la Liceul Pedagogic din București, unde se preda limba rromani. Neavând nici un curs la dispoziție pentru a-i învăța pe elevi limba rromani, el a alcătuit un curs de învățare a acestei limbi, pentru clasele I-IV. În februarie 1992, se înscrie la doctorat în domeniul limba rromani, având-o ca îndrumător pe prof.univ.dr. Lucia Wald.
În octombrie 1992, la inițiativa prof. Gheorghe Sarău și a Catedrei de Limbi Orientale, s-a deschis cursul facultativ de limba rromaní (țigănească) la Facultatea de Limbi și Literaturi Străine a Universității din București, acesta fiind primul curs universitar de limba rromani din România. Cursul a fost ținut în fiecare an începând de atunci, prof. Sarău fiind autorul programei de studii universitare pentru limba romani.
În anul universitar 1997/1998, ca urmare a demersurilor sale, a fost înființată secția de indianistică (hindi – rromani) ca secție B, cele două limbi studiindu-se în egală măsură. Prima promoție de 10 absolvenți avea să se înregistreze în anul 2001.
În anul universitar 1998/1999, s-a înființat și s-a autorizat provizoriu secția de limbă și literatură rromani, ca secție B, în cadrul Facultății de Limbi și Literaturi Străine și al Facultății de Litere - Universitatea București, acordându-se 10 locuri distincte pentru candidații rromi. La 1 februarie 1999 se transferă la Universitatea București, unde ocupa prin concurs din anul 1997 postul de lector asociat de limbă rromani.
De asemenea, în aprilie 2000, Gheorghe Sarău a fost inițiatorul și coordonatorul specializării de "Limba și literatura rromani" la Colegiul CREDIS de învățământ deschis la distanță din cadrul Universității București. A organizat cursuri naționale de limba romani, precum și lecții de învățare a acestei limbi la radio și televiziune, cursuri de metodică, olimpiada națională de limba rromani, etc.
În anul 2002, a obținut gradul didactic de conferențiar universitar la secția de Limba și literatura romani de la Facultatea de Limbi și Literaturi Străine (FLLS) din cadrul Universității București.
El a pus bazele învățământului pentru rromi din România, realizând primul manual de studiu al acestei limbi în școlile primare, primul curs care s-a predat la facultate și primul dicționar. Într-o perioadă de 15 ani de când predă limba rromani, el a format peste 460 de profesori de limba romani. El a reorganizat gramatica limbii rromani, a realizat șapte dicționare și 15 manuale de studiu, realizând studii despre cele patru dialecte principale ale limbii romani: cel al ursarilor, al căldărarilor, al spoitorilor și al romilor carpatici.
Profesorul Sarău se bucură de o recunoaștere internațională, fiind invitat să predea această limbă în străinătate (Italia, Franța, Germania, Finlanda etc.), alături de cei mai importanți specialiști ai limbii rromani.
„Unii mă văd Alexandru Graur sau Spiru Haret al romilor. Au fost și alții care au încercat să se ocupe de limba romani, dar nu au avut și darul să le reușească ceea ce mi-a reușit mie.”—Gheorghe Sarău

## Premii obținute
- Premiul "Hidalgo" pe anul 1995 (atribuit însă  în 20 martie  1999, la Madrid, de "Presencia Gitana", pentru contribuțiile aduse în domeniul promovării limbii rromani în lume).
- Premiul Președintelui Republicii Italiene pe anul 1999, atribuit la Concursul de creație rromă organizat de "Them Romano" la Lanciano, pentru contribuțiile avute la promovarea limbii rromani în lume și la școlarizarea rromilor.
- Premiul "Partidei Romilor" acordat în 23 octombrie 1999 pentru contribuțiile aduse la promovarea limbii rromani și a rromilor în cei 10 ani de la Revoluție.
- Premiul “Aven Amentza” pe anul 2001 cu ocazia “Zilei internaționale a rromilor și a celebrării a 1000 de ani de atestare a rromilor în Europa”, pentru traducerea textelor biblice în limba romani.
- Premiul Alianței Civile Rrome din România pentru educație rromi (2006), cu prilejul Zilei Internaționale a Romilor.

## Lucrări publicate
- Cărți publicate în perioada 2020-1992
- A. Autor unic
- 2020, Chestionare pentru investigații lingvistice dialectale, Târgu Mureș: Editura Vatra Veche, 147 p., ISBN: 978-606-9014-47-9.
- 2019, Bibliografie cu tipărituri românești și străine privind rromii (332 p., Editura Globe [Germania], ISBN 13: 978-613-9-41574-8; ISBN 10: 6139415748; EAN: 786139415748).
- 2019, Dicționar cu personalități teleormănene segărcene, Târgu Mureș: Editura “Vatra veche”, 234 p. (il. p. 222- 233). [Cuvânt înainte; copertă; lector: Nicolae Băciuț; 43 de biografii]. ISBN: 978-606-9014-28-8.
- 2018, Dimitrie Stelaru. Interviuri cu și despre poet și alte contribuții inedite. Colecția “Dimitrie Stelaru – Scrieri literare” – vol. IV. Prefață: Nicolae Băciuț, Târgu Mureș: Editura „Vatra veche”, 274 p., ISBN: 978-606-9014-15-8.
- 2018, Dimitrie Stelaru – Corespondență din perioada 1934-2018 - trimisă, primită sau referitoare la viața și opera poetului. Vol. III. în Colecția “Dimitrie Stelaru – Scrieri literare”, Târgu Mureș: Editura „Vatra veche”, 2018, 240 p., I.S.B.N. 978-606-8785-67-7).
- 2017, Bibliografia Dimitrie Stelaru. Ediția I. Vol. II  în Colecția “Dimitrie Stelaru – Scrieri literare” – La 100 de ani de la nașterea poetului, Târgu Mureș: Editura Nico, 300 p. ISBN: 978-973-1728-85-8 [apărută în 3 oct. 2017].
- 2018, “Finis coronat opus”. Bibliografie cu repere din viața și activitatea autorului. Prefață: Nicolae Băciuț, Târgu Mureș: Editura “Vatra Veche”, 384 p., ISBN: 978-606-8785-59-2 [cu fotografia color a autorului făcută la New Delhi, în 2016].
- 2017, Istoricul studierii limbii rromani în învățământul universitar din România (1992-2017), București: Editura Universității din București, 442 p. Referenți: Delia Grigore, Marcel Courthiade, Petre Gheorghe Bârlea. Copertă: Laurențiu Mușoiu. Prefață: Marcel Courtiade: 13-15; Cuvânt din partea autorului: 17-18. ISBN: 978-606-16-0929
- 2017, Bibliografie rromă (reviste și ziare), Cluj-Napoca: Institutul pentru Studierea Problemelor Minorităților Naționale, 60 p. [Studii de atelier, nr. 64/ 2017. Cercetarea minorităților naționale din Romania. Working Papers in Romanian Minority Studies. Műhelytanulmányok a Romaniai kisebbségekről. Coordonator  serie: Iulia Hossu, Horvath István ISSN 1844-5489, www.ispmn.gov.ro Lectura: Toma Ștefania. Concepție grafică, copertă: Konczey Elemér. Tehnoredactare: Sutő Ferenc – tipoteka labs].
- 2016, Lucrări publicate și activități întreprinse de Gheorghe Sarău în perioada 1980–2015, Studii de atelier. Cercetarea minorităților naționale din România.Working papers in Romanian minority studies. Műhelytanulmányok a Romániai kisebbségekrol, Nr. 61, Cluj-Napoca: Editura Institutului pentru Studierea Problemelor Minorităților Naționale [ISPMN], 51 p. ISSN 1844-5489, v. și electronic pe: www.ispmn.gov.ro [și cu biografia autorului].
- 2016, Bibliografie rromă (cărți, broșuri, reviste, ziare), București: Editura Universității din București, 256 p. ISBN: 978-606-16-0705-1.
- 2016 Segarcea “de Teleorman”. Monografie a așezărilor Segarcea Vale, Segarcea Deal și Olteanca, Târgu Mureș: Editura Nico, 408 p., ISBN 978-973-17271

2016, Floarea rromă. I rromani luludǐ. 55 de exponenți rromi din România, decedați după 1989, București: Editura Vanemonde, 156 p. ISBN 978-973-1733-56-2 [bilingv, color, cu fotografii; volumul apare la inițiativa și cu finanțarea Partidei Romilor “Pro Europa”].     
- 2016 Struktùre rromane ćhibăqe. Structuri ale limbii rromani, București: Editura Universității din București, 172 p. [reeditare stereotipă a ediției din 2009, ISBN: 978-973-737-686-2].
- 2015, Curs practic de limba romani pentru elevi, tineri și adulți, București: Editura Centrului Național de Cultură a Romilor, 142 p. [ISBN: 978-606-93895-3-9]
- 2013, Aida Moga (Atât cât știm), București: Editura Sigma, 284 p. + 55 fotografii [ISBN 978-973-649-919-7].aparut, in 12.XII. 2013, la Editura Sigma din Bucuresti, cartea dedicată Aidei Moga, ilustra cantareata din a doua generatie de muzica usoara romaneasca, artista de revista intre 1955 - 1969 (cartea  cuprinde 284 p., 55 fotografii de familie)
- 2013, Istoricul studiului limbii rromani și al școlarizării rromilor în România (1990-2012). [Colecția:] “Studii de atelier”, nr. 46/ 2013, 46 p., Cluj Napoca: Institutul pentru studierea problemelor minorităților naționale, ISSN: 1844-5489.
- 2012, Cronica rromă (1990-2011). Ediția I, București: Editura Universității din București, 274 p. [ISBN 978-606-16-0091-5). Referenți: Delia Grigore și Lavinia Pencea.
- 2012, Dicționar român-rrom. Colecția „Biblioteca rromă” – nr. 9, București: Editura Sigma, 288 p. [ISBN 978-973-649-754-4].
- 2011, Akciaqo plàno vaś o barăripen e rromenqo anθ-i Hispània [Plan de Acción para el Desarrollo de la Población Gitana 2010‐2012], Guvernul Spaniol – Ministerio de Sanidad, Política Social e Igualidad [Informes, Estudios e Investigación
- 2011, Madrid: Centro de publicaciones, 64 p. Traducción de Gheorghe Sarău,  Miembro del Consejo Asesor z del Equipo de Estudios de la Asociación Nacional Presencia Gitana (España; v. și 2010).
- 2010 Plan de Acción para el Desarrollo de la Población Gitana 2010‐2012 [traducere din spaniolă în limba rromani, realizată de Gheorghe Sarău, „Miembro del Consejo Asesor y del Equipo de Estudios de la Asociación Nacional Presencia Gitana”, 59 p. [pentru Guvernul Spaniol], v. și 2011]
- 2010, Bibliografie selectivă privind rromii (1990-2009), Institutul pentru Studierea Problemelor Minorităților Naționale: Cluj Napoca [nr. 28, Studii de atelier. Cercetarea minorităților naționale din România], p. 5-28, [ISSN 1844 + 5489, www.ispmn.gov.ro]
- 2009 Struktùre rromane ćhibăqe. Structuri ale limbii rromani, București: Editura Universității din București, 172 p. [ISBN: 978-973-737-686-2, reeditată stereotip în 2016].
- 2009, Gheorghe Sarău: Bibliografie și activitate'(București, ISBN: 978-973-1733-10-4, 96 p.)
- 2008 Rromii. Incursiune în istoria și limba lor, București: Editura Sigma, 206 p. [Colecția Biblioteca Rromă, nr. 7].
- 2008,Curs practic de limba rromani pentru toți, București: Sigma [Colecția „Biblioteca rromă, nr. 8], 208 p., cu CD și cheia exercițiilor.
- 2007,  Limba și literatura rromani pentru anul V de studiu. I rromani ćhib thaj i literatùra vaś o panзto siklǒvipnasqo berś), București: Editura Alpha MDN, 118 p. [în parteneriatul UNICEF – MECT].
- 2006 Limba și literatura rromani. Manual pentru clasa a IV-a. I rromani ćhib thaj i literatùra (vaś i śtarto klàsa), București: Editura Sigma, 104 p.
- 2006, Dicționar rrom - român, București: Editura Sigma, 224 p.
- Limba și literatura rromani. Manual pentru clasa a IX-a. I rromani ćhib thaj i literatùra (vaś i enăto klàsa), București: Editura Sigma, 200 p.
- 2005, Limba și literatura rromani. Manual pentru clasa I. I rromani ćhib thaj i literatùra vaś i jekhto klàsa, București: Editura Sigma, 64 p.
- 2005, Limba și literatura rromani. Manual pentru clasa a III-a. I rromani ćhib thaj i literatùra vaś i trinto klàsa, București: Editura Sigma, 104 p.
- 2004 Rromani leksikologìa (Lexicologie rromă), Editura Universității din București, 138 p. [în limba rromani].
- 2004, Curs practic de limba rromani, CD editat de Departamentul ID CREDIS, Universitatea din București (ISBN 973-7701-41-0) [pentru studenții rromi din anul I de la secția de “institutori – limba rromani”].
- 2004, Culegere de texte în limba rromani. Manual pentru anii II - IV de studiu, București: Editura Didactică și Pedagogică, 188 p. [ed. anterioare: 1995, 1999, 2000].
- 2002, Stilistica limbii rromani în texte (Antologie de traduceri și redactări). I stilìstika e rromane ćhibăqi teksturenθe (Amboldimatenqi aj redakcienqi antològia), București :   CREDIS [Universitatea București], vol. bilingv: 152 p. + 142 p. = 294 p. [reeditată în 2003].
- 2002, Limba rromani (Morfologie și sintaxă), București: CREDIS [Universitatea București], 232 p.
- 2002 Marius Lakatos: Suferinți. Dukhavalimata [Versiunea în limba rromani: Gheorghe Sarău], București - Cluj: Kriterion, 80 p.
- 2002, Biblikane teksturenqo kidipen anθ-i rromani ćhib. Culegere de texte biblice în limba rromani, București: Editura Kriterion - Fundația Providența, 134 p. [Traducere în limba rromani: Gheorghe Sarău].
- 2001 Dialectul romilor spoitori din România. Teză de doctorat susținută de Gheorghe Sarău în data de 28 septembrie 1998 la Facultatea de Limbi și Literaturi Străine București sub îndrumarea doamnei prof. univ. dr. Lucia Wald, București: Editura Universității din București, 279 p.
- 2000, Curs de limba rromani, Cluj Napoca: Editura Dacia, 254 p.
- 2000,Ghid de conversație român - rrom, București: Kriterion [Biblioteca rromă, nr. 7], 184 p.
- 2000, Dicționar rrom - român, Cluj Napoca: Editura Dacia, 232 p.
- 2000, Cele mai iubite cântece rrome, Brașov: Orientul Latin, 2000, 186 p. [Selecția, redactarea în limba rromani, traduceri. Note și Cuvânt înainte: lect. univ. dr. Gheorghe Sarău. Notații și adaptări muzicale: prof. Aurică Mustățea și prof. Daniela T. Grigore, de la Liceul de muzică “ Dinu Lipatti” din București: Ilustrații: Loredana Dan].  
[Salvați Copiii] 2000, I Konvència e Unisarde Themenqi vaś e ćhavesqe xakaja. Ćhavesqe xakaja. Xarni vèrsia, București: I Rumuniaqi Organizàcia "Brakhen le Ćhaven!" (" Salvați Copiii!"), 2000, 16 p.; Le rrangărde ilustràcie si kerdine kaθar o raj N. Nobilescu. I rromani vèrsia si kerdini kaθar o raj Gheorghe Sarău.
- 1998,Dicționar rrom (spoitoresc) - român, București: Kriterion, 1998, 144 p.[Biblioteca rromă: nr. 2; cu indexul Distribuția elementelor lexicale din idiomul rromilor spoitori ( din punctul dialectal Oltenița) în funcție de limba donatoare, p.125-139];
- 1998,Rromii, India și limba rromani, [Colecția " Biblioteca rromă", nr. 4], București: Kriterion, 258 p.
- 1998, Dialectul romilor spoitori (xoraxano) din România. Teză de doctorat elaborată de Gheorghe Sarău sub îndrumarea doamnei prof.univ. dr. Lucia Wald și susținută public în ziua de 28 septembrie 1998, în Sala de consiliu a Facultății de Limbi și Literaturi Străine - Universitatea din București [Comisia care a acordat titlul de doctor în filologie: prof. univ. dr. Sanda Râpeanu- decanul Facultății, prof.univ.dr.Lucia Wald, îndrumător, prof. univ. dr. Gheorghe Mihăilă - Universitatea București, membru al Academiei Române, cercetător științific pr. I doc. Andrei Avram - Institutul de Lingvistică, prof. univ. dr. Gheorghe Bolocan -Universitatea Craiova); referate neoficiale prezentate de: dr.Vladimir Drimba și de dr. Marcel Courthiade - INALCO Paris], 411 p. + 169 (Anexă).
- 1995,Culegere de texte în limba țigănească. Clasele a II-a - a IV-a. Tekstonqo lil p-i rromani ćhib (vaś-e II to - IV to klàse), București: Editura Didactică și Pedagogică, R.A.., București, 188 p.
- 994, Limba romani (țigănească). Manual pentru clasele de învățători romi ale Școlilor Normale, București: Editura Didactică și Pedagogică, R.A., 240 p.
- 1992 Mic dicționar rom-român, București: Kriterion [cu o schiță Morfologia dialectului vlah de varietate românească al limbii romaní], 176

B. Co-autor
- Sarău Gheorghe; Cordovan, Ionel; Cordovan, Noiemi 2020, E dajaqi rromani ćhib vi i literatùra – i III-to klàsa, București: Sigma, 136 p.   Neagu, Gelu; Sarău, Gheorghe; Călin, Răzvan Ionuț; Georgiana, Koniaeva, Mùzika thaj ӡalǎripen vaś śkòle thaj sèkcie e siklăripnaça rromane ćhibăθe - i III-to klàsa, București: Sigma, 88 p.
- Sarău, Gheorghe (coord. și autor principal) 2019, Segarcea "de Teleorman" - Contribuții monografice privind așezările Segarcea Vale, Segarcea Deal și Olteanca, Târgu Mureș: „Vatra veche”, 316 p., ISBN 978-606-9014-34-9 [Autor principal: Gheorghe Sarău; Co-autori (în ordinea contribuțiilor): Mihai Micu, Iuliana Ristea, Gigi Țeican, Sabin Chiriac, Iancu Bâță, Valeriu Ion Găgiulescu, Florea Manolea, Ancuța Slăveanu, Tudor Matreșu, Costel Paraschiv, Viorel Ciucu, Dumitru Negru, Cristiana Gurzun, Eliza Chițu. Prefața: Ion Segărceanu].
- Sarău, Gheorghe; Vidrașcu, Alexandra 2019, Dicționar trilingv rrom-român- englez, București: Editura Centrului Național de Cultură a Romilor – Romano Kher, 368 p., ISBN: 978-606-9097-00-7. [Redactor] – Coordonator proiect: Steluța Slate. Culegere și redactare lexicografică: Gheorghe Sarău (română și rromani); Alexandra Vidrașcu (engleză).
- Sarău, Gheorghe; Cordovan, Ionel 2018, Vakǎripen anθ-i dajaqi rromani ćhib. Pustik vaś i dujto klàsa. Pe coperta IV: Comunicare în limba maternă rromani, manual pentru clasa a II-a],  București: Editura didactică și pedagogică S. A. – Ministerul Educației Naționale, 128 p., cu ilustrații. ISBN: 978-606-31-0662-0.
- Sarău Gheorghe; Cordovan, Ionel 2018, E dajaqi rromani ćhib vi i literatùra. Pustik vaś i śtarto klàsa. Pe coperta IV: Limba și literatura maternă rromani – manual pentru clasa a IV-a (limba rromani), București: Editura didactică și pedagogică S. A. – Ministerul Educației Naționale, 152 p., ISBN: 978-606-31-0649-1[ISBN: 978-606-31-0650-7].
- Sarău, Gheorghe; Cordovan, Ionel 2018, E dajaqi rromani ćhib vi i literatùra. Pustik vaś i panӡto klàsa. Pe coperta IV: Limba și literatura maternă rromani – manual pentru clasa a V-a (limba rromani), București: Editura didactică și pedagogică S. A. – Ministerul Educației Naționale, 2018, 152 p., cu ilustrații. ISBN: 978-606-31-0649-1 [ISBN: 978-606-31-0650-7].
- Cordovan, Ionel; Sarău, Gheorghe; Cordovan, Noemi 2018, E dajaqi rromani ćhib vi i literatùra . Pustik vaś i śovto klàsa. Pe coperta IV: Limba și literatura maternă rromani – manual pentru clasa a VI-a (limba rromani), București: Editura didactică și pedagogică S. A. – Ministerul Educației Naționale, 152 p., cu ilustrații. ISBN: 978-606-31-0649-1 [ISBN: 978-606-31-0650-7].  Cordovan, Ionel; Sarău, Gheorghe; Cordovan, Noiemi; Baicu, Mariana
- 2017, Ghidul profesorului de limba rromani, Oradea: [Editura PRIMUS], 278 p., ISBN: 978-973-0-25128-9.
- Sarău, Gheorghe; Sarău, Maria; Petrilă, Daniel Samuel 2016, Dicționar de abrevieri românești și străine,  Tîrgu Mureș: Editura Nico, 306 p. ISBN: 978-973-1728-71-5.
- Sarău, Gheorghe; Cordovan, Ionel 2016, Ghid de conversație român – rrom - englez – maghiar. Traducători: limba rromani: Gheorghe Sarău, Ionel Cordovan, Noemi Cordovan. limba engleză: Katalin Lobonț, Mirela Daniela Avram limba maghiară: Edda Puiu. Redactor: Mariana Baicu. Oradea: Editura PRIMUS, 188 p., ISBN 978-973-0-23164-9 [apărut: 21 decembrie 2016].
- Sarău, Gheorghe; Cordovan, Ionel; Stănescu, Camelia [Ministerul Educației și Cercetării Științifice] 2015, Vakǎripen anθ-i rromani dajaqi ćhib. I jekhto klàsa. O jekhto semèstro, București: Sigma, vol I: 72 p. + DVD interactiv cu versiunea digitală realizat de Infomedia România, voce: Daniel Petrilă; Ilustratori: Eugen Raportoru și Marian Petre. Referenți: Elena Radu și Lavinia Pencea [ISBN: 978-606-727-111-9 și vol I: ISBN: 978-606-727-111-6; DVD – RNPC: Seria S 5004364, Nr. 07508].
- Sarău, Gheorghe; Cordovan, Ionel; Stănescu, Camelia [Ministerul Educației și Cercetării Științifice]  2015, Vakǎripen anθ-i rromani dajaqi ćhib. I jekhto klàsa. O dujto semèstro, București: Sigma, vol II: 72 p. + DVD interactiv cu versiunea digitală realizat de Infomedia România, voce: Daniel Petrilă; Ilustratori: Eugen Raportoru și Marian Petre. Referenți: Elena Radu și Lavinia Pencea [ISBN: 978-606-727-111-9 și vol I: ISBN: 978-606-727-113-3; DVD – RNPC: Seria S 5004364, Nr. 07508].
- Sarău, Gheorghe; Sandu, Ion; Cordovan, Ionel; Căldăraru, Marius; Koreck, Maria; Iorga, Nicolae [coordonator volum: Gheorghe Sarău; coordonator din partea UNICEF: Luminița Costache] 2014, Rromanipen educațional. Un ghid în sprijinul personalului didactic. Ilustrații: Eugen Raportoru. Referent: Florin Fleican. Cuvânt înainte: Domokos Szőcs. Redactor: Gheorghe Sarău, București: Editura Vanemonde (pentru Reprezentanța UNICEF în România și Ministerul Educației Naționale), 146 p. ISBN: 978-973-1733-55-5 [„Ghid elaborat de către UNICEF în cadrul Campaniei de participare școlară „Hai la școală!”].
- Cordovan, Ionel (coordonator); Crăciun, Maria; Baicu, Mariana; Puiu, Edda; Sarău, Gheorghe; Gurău, Liviu 2014, Monografia satului Ineu, Oradea: Editura PRIMUS, 176 p. [978-606-707-013-2]; v. și p. 125-129, Gheorghe Sarău, Teodor „Maghiar” – Românul OM ].
- Daniela Chircu – Cristil, Ionel Cordovan,Gheorghe Sarău 2013, Matemàtika. Pustik vaś i dujto klàsa. Matematică – Manual pentru clasa a II-a, București: Editura Oscar Print, 2013, 104 p., ISBN: 978-973-668-364-0. Referenți: Elena Radu, Lavinia Pencea [Inițiatori: Ministerul Educației Naționale și Reprezentanța UNICEF în România – inițiator și finanțator, cu fonduri oferite de Comitetul Național UNICEF din Germania].
- Marius Căldăraru, Ionel Cordovan,  Gheorghe Sarău   2013 , Matemàtika. Pustik vaś i trinto klàsa. Matematică – Manual pentru clasa a III-a, București: Editura Vanemonde, 2013, 96 p., ISBN: 978-973-1733-48-7. Referenți: Lavinia Pencea, Daniela Cristil – Chircu, Eugenia Drăgoi [Inițiatori: Ministerul Educației Naționale și Reprezentanța UNICEF în România – inițiator și finanțator, cu fonduri oferite de Comitetul Național UNICEF din Germania].
- Daniela Chircu – Cristil, Ionel Cordovan,  Gheorghe Sarău   2013 , Matemàtika. Pustik vaś i śtarto  klàsa. Matematică – Manual pentru clasa a IV-a, București: Editura Vanemonde, 2013, 96 p., ISBN: 978-973-668-50-0. Referenți: Pantilie Chircu-Cristil, Eugenia Drăgoi, Marius Căldăraru [Inițiatori: Ministerul Educației Naționale și Reprezentanța UNICEF în România – inițiator și finanțator, cu fonduri oferite de Comitetul Național UNICEF din Germania].
- Borcoi, Jupiter;Sarău, Gheorghe; Pandelică, Nicolae  și Cordovan, Ionel 2012 , Paramićă thaj phenimata le rromenqe. Povești și povestiri rrome, Botoșani: Editura „Arena Cărții” 122 p. [contribuție Gheorghe Sarău: p. 81-122 și prefața Povești și povestiri consemnate în limba rromani, p.7-10], [ISBN: 978-606-93164-5-0; lucrare finanțată de: CNCR Romani Kher și Primăria Municipiului Botoșani].       Cordovan, Ionel; Sarău, Gheorghe; Baicu, Mariana și Gurău, Liviu  2012 , Rromii în comunitatea locală Ineu, Oradea: Editura Primus, 110 p. [contribuție Gheorghe Sarău: Prefață și cap. V, VI, VII. 2; p. 83-89 din cap. VIII – în colab. cu Ionel Cordovan; ISBN: 978-606-8318-29-5; lucrare finanțată de: CNCR Romani Kher].
- Sarău, Gheorghe; Cordovan, Ionel 2011, I rromani ćhib thaj i literatùra vaś o deśto siklǒvipnasqo berś. Limba și literatura rromani. Manual pentru anul X de studiu, București: Vanemonde, 116 p. [în parteneriatul UNICEF–MECTS].
- Sarău, Gheorghe & Radu, Elena 2011, Ghidul mediatorului școlar (pentru comunități cu rromi), București: Editura Vanemonde, 172 p. [în parteneriatul UNICEF–MECTS, plan nr. 29829/28.02.2011. Contribuția autorilor: Gheorghe Sarău,: cap. II-V din Ghid, cap. 9,10 și 11 Anexă; cap. 8 Anexă (în colab. cu Elena Radu); Elena Radu, mediator școlar și prof. de limba și istoria rromilor (la Școala nr. 136 – Ferentari, sect. 5, București): cap. I din Ghid; cap. 1. Anexă; cap. 8 Anexă (în colab. cu Gheorghe Sarău); ISBN 978-973-1733-28-9].
- Sarău, Gheorghe & Radu, Elena 2011, Mic ghid de lucru pentru mediatorii școlari  (pentru comunități cu rromi), UNICEF, București: Editura Vanemonde, 40 p. ISBN 978-973-1733-33-3 [capitole extrase și republicate din „Ghidul mediatorului școlar (pentru comunități cu rromi)”, București: Editura Vanemonde, 172 p.]. Contribuția autorilor: Gheorghe Sarău: (Rromanipenul – cheie a succesului școlar în lucrul cu părinții și copiii rromi, p. 1-9; Istoria rromilor. Repere istorice și culturale, p. 10-11, Calendarul rromilor, p. 12-13), Elena Radu (p. 14-21); Elena Radu și Gheorghe Sarău (omis de redactori!, Fișe și tabele de lucru pentru portofoliul mediatorului școlar, p. 22-37).   Ionescu, Mariea;
- Sarău, Gheorghe; Mamina, Miralena 2011, Ghid de bune practici pentru educația timpurie a copiilor de 3-5/6 ani. “Copiii romi se pregătesc pentru grădiniță!”, București: [Organizația Salvați copiii – Speed Promotion, ISBN: 978-973-8942-97-4], 80 p. [Contribuția lui Gheorghe Sarău: p. 13-17, 77]; reeditare în 2014.
- [Sarău, Gheorghe, Ministerul Educației și Cercetării din România] 2009, I rromani ćhib thaj literatùra. Skolaqe siklǒmasqe pustika: vaś i klàsa 1: ISBN 973-649-192-7 (Gheorghe Sarău), vaś i klàsa 2 ISBN 973-649-185-4 (Gheorghe Sarău & Camelia Stănescu), vaś i klàsa 3 ISBN 973-649-192-5 (Gheorghe Sarău), vaś i klàsa 4 ISBN 973-649-247-8 (Gheorghe Sarău), Paris: INALCO [manualele de limba și literatura rromani editate la Ed. Sigma, pentru cl. I-IV, multiplicate pentru uzul studenților de la secția de limba rromani de la INALCO].    Borcoi, Jupiter; Pandelică, Nicolae; Sarău, Gheorghe 2009, Manual de limba și literatura rromani, clasa a VIII-a, 114 p., UNICEF, București: Editura Vanemonde.
- [Gheorghe Sarău Camelia Stănescu; ilustrații: Eugen Raportoru] 2009, I liil an maro rakepen [“Manual pe limba mea”]. Erschienen 2002 bei Editura Vanemonde, București, mit finanzieller Hilfe von UNICEF România. Überarbeitung und Anpassung an das Romanes der Sinte: Dr. U.[rsula] Peter, Forum Linguistik in Eurasien, 44 p. [prelucrarea în dialectului rromilor sinți a Manualului de alfabetizare în limba rromani pentru copii, tineri și adulți, publicat de autorii români la București (2002, Ed. Vanemonde).  
Delia Grigore, Mihai Neacșu,
- Gheorghe Sarău, Firuța Tacea, Adrian Nicolae Furtună, Dorina Putineanu și Ioana Enache 2009, Evaluarea politicilor publice educaționale pentru romi, 2009, Buzău: Alpha MDN, 278 p. + CD. [Gheorghe Sarău citatla: p. 11, 12, 60, 61, 62, 63, 68, 70, 71, 87, 88, 89, 90, 96, 100, 102, 105, 106, 107, 119, 128, 136, 137, 193, 276]. Preluări de fragmente/pagini din Istoricul învățământului pentru rromi (1990-2008, autor: Gheorghe Sarău sau din alte materiale ale acestuia) de către alți co-autori ai volumului mai sus menționat, prin citare, la p.: 10-12, 60-61-62, 63, 68, 69-70, 70-71,87-88-89-90, 91, 96, 105-109,110-113, 128, 129, 130,131, 133, 135, 136, 143-144, fără citare (p. 143-144), 170, 172-173. În volum, Gheorghe Sarău este prezent cu secțiunile: Legislația. Lista selectivă a actelor normative privind învățământul pentru rromi (sau pentru minorități, tangente cu problematica rromă), emise de Ministerul Educației, Cercetării și Tineretului, în perioada 1990-2008) - la p. 19-23 -, Formarea cadrelor didactice nerrome care lucrează cu elevi rromi - Rromanipen educațional (p. 121-126 și Diagrama Sarău - 2007), Mediatorul școlar rrom (p.159-168), Ce ar fi de făcut în educație? (p. 197-200);
- Sarău, Gheorghe 2008', Limba romani, în „Murvai, Laszló (coordonator), Gheorghe Sarău, Maria Koreck (coordonator) /…/: Învățământul pentru comunitățile lingvistice din România în anii școlari 2006-2007 și 2007-2008”, (București: Project on Ethnic Relations, 112 p.), p. 69-77.
- Delia Grigore, Gheorghe Sarău 2006, Istorie și tradiții rrome, București: Salvați Copiii, 104 p. [Gheorghe Sarău: p. 4 - 32, p. 75 - 80, p. 99 - 102, iar p. 83 - 86 în colab. cu Delia Grigore].
- Jupter Borcoi, Gheorghe Sarău, Marcel Courthiade 2006, Carte de povești rrome. Rromane paramićienqo lil. Ediție bilingvă. Edìcia duje ćhiběnθe, Cluj Napoca: Editura AMM [Gheorghe Sarău: autor, traducător și redactor; p. 40 – 53].
- Gheorghe Sarău 2005, Camelia Stănescu, Limba și literatura rromani: manual pentru clasa a II-a. I rromani ćhib thaj i literatùra vaś i dujto klàsa, București: Editura Sigma, 64 p.
- Vasile Ionescu, Gheorghe Sarău, Filip Stanciu 2004, Ghid de practici pozitive pentru educația copiilor romi, Centrul Romilor pentru Intervenție Socială și Studii – Romani CRISS, București: Artprint, 112 p. [contribuția autorilor: Vasile Ionescu: cap. II, Gheorghe Sarău: cap. III, IV și V, Filip Stanciu: cap. I, III]
- Gheorghe Sarău, Constantin Cucoș, Delia Grigore, Petre Petcuț [coordonatori: Cătălina Farcaș și Nicolae Dorobăț] 2004 MESPE – o cale spre descoperirea identității rome, Iași: Editura Oim, 276 p.[Proiect Socrates. Comenius 2.1 realizat cu sprijinul Comisiei Europene].
- [Gheorghe Sarău, Corina Hristu, Iuliana Bâzdâgă…] 2003, Dicționar român-rrom (Lexicul rrom modern, rar și vechi). Coordonarea, uniformizarea, redactarea lexicografică, Cuvântul înainte și Alfabetul limbii rromani: Gheorghe Sarău, București: Editura Vanemonde, 2003, 268 p.  Sarău, Gheorghe și Stănescu, Camelia 2002, Manual de alfabetizare în limba rromani, București: Editura Vanemonde, [ Finanțator: UNICEF], 68 p.
- [Sarău, Gheorghe; Stanciu, Filip; Cace, Sorin] 2002, Educația copiilor rromi. Specificități și perspective integrate, București: ECHOSOC – Fundația pentru recuperare, integrare și recuperare socială, în parteneriat cu Ministerul Educației și Cercetării, Agenția pentru Dezvoltarea Comunitară “Împreună“ și Biroul Internațional al Muncii (BIM), p. 1-16 [cu o traducere în rromani de Isabela Mihalache, p. 17 – 32].
- Sarău, Gheorghe 2002, Doar împreună reușim. Reușita modelului românesc privind educația pentru rromi și predarea limbii materne rromani, Brăila: [AURr], 40 p.
- UNICEF, MEC, ROMANI CRISS 2001, Programul meu zilnic. Murro dǐvesutno prograàmo. Az én mai prográmom, București: Extreme Group. 20 p. [lucrare apărută în parteneriatul UNICEF – Ministerul Educației Naționale – Romani Criss]. ISBN: 973-85319-7-7. Autoarea textului românesc: învățătoarea Elena Nuică, județul Mehedinți. Traducerea în limba maghiară: dr. Murvai László – Universitatea din București. Traducerea în limba rromani: dr. Gheorghe Sarău – Universitatea București. Coperta și ilustrații: pictor rrom, prof. Petre Marian – București. Consultanți: Gheorghe Sarău și Dana Sima Costin.
- UNICEF, MEC, ROMANI CRISS 2001, Vocabular trilingv român – maghiar – rrom ilustrat pentru uzul învățătorilor de la clasele I cu elevi rromi”, București: Vanemonde, p. 10 - 70 (cu ilustrare color) + p. 71-85: Sarău, Gheorghe & Murvai, Laszló, Vocabular român – maghiar – rrom; + p. 86-99: Sarău, Gheorghe & Murvai, Laszló, Vocabular maghiar –român – rrom.
- Barbu Constantinescu  2000 , Probe de limba și literatura rromilor din România, București- Cluj: Kriterion, 240 p. [Reeditarea ediției din anul 1878; Ediție îngrijită de: Gheorghe Sarău, Corneliu Colceriu și Dana Dudescu. Notă asupra ediției: Gheorghe Sarău; Prefața: Adina Potochin; Normalizarea textelor în alfabetul limbii rromani comune: Corneliu Colceriu, Dana Dudescu, Gheorghe Sarău, studenții Alin Bucă și Nyitrai Reka.Versificarea cântecelor în limba română: Letiția Mark, Adina Potochin, Claudia Cioc, Gheorghe Sarău [Biblioteca rromă nr. 6].
- Sarău, prof. Gheorghe; Stănescu, prof. Camelia și Zătreanu, înv.Mihaela [Traducere:...] 1998, Leman Ali, Valentina Jercea, Marioara Constantinescu - Condruț, Vieroslava Timar: Vakærimata - pustik vas i jekhto klàsa [ comunicare, manual pentru clasa I (limba rromani)], Editura Didactică și Pedagogică, R.A., București, 140 p. ( 100 p. color + 40 p. traducerea în limba rromani).
- Sarău, Gheorghe & Corneliu Colceriu  1998 , Dicționar român – rrom (căldărăresc) și Dicționar rrom (căldărăresc) - român, București: Kriterion, 1998, 144 p.[Colecția "Biblioteca rromă: nr. 3].  C.S. Nicolăescu-Plopșor  1997,  Paramisă haj gilă rromane. Povești și cântece rrome, Colecția " Biblioteca rromă ", ex.nr.1, Editura Kriterion, București, 1997, 116 p.[ Ediție îngrijită, Note asupra ediției, Vocabular (rrom-român și român- rrom) realizate de: prof. Gheorghe Sarău cu studenții Adina Potochin și Edy Săvescu. Postfață: prof. univ. dr. Octav Păun].
- Stan V. Cristea, Gheorghe Sarău  1994 , Publicații periodice alexăndrene: 1889-1994. Catalog bibliografic, Editura “Teleormanul liber”, Alexandria, 1994, 80 p.
- Stan V. Cristea, Gheorghe Sarău  1993 , Publicații periodice roșiorene: 1894-1971. Catalog biblio-grafic, [Alexandria, Roșiorii de Vede], 1993, 32 p.
- II. Referiri bio-bibliografice despre Gheorghe Sarău
- Courthiade, Marcel; Grigore, Delia [Editori coordonatori: 2016, Omagiu. Gheorghe Sarău. Profesorul Gheorghe Sarău: O viață dedicată limbii rromani. Volum colectiv la aniversarea a 60 de ani de viață. Professor Gheorghe Sarău: a Life Devoted to the Rromani Language. Collective Volume at his 60th Birthday. O siklǎrno Gheorghe Sarău: jekh ӡivipen dino e rromane ćhibǎqe. Khethanutno Lil k-ol 60 berśa  lesqe ӡivimasqe. Redactor: Lavinia Pencea. Redactor EUB: Alexandru Dan. Copertă și DTP: Laurențiu Mușoiu. București: Editura Universității din București, 2016, 508 p., ISBN: 978-606-16-0765-5 [Volum realizat în cadrul Departamentului de Hungarologie, Studii Iudaice și Rromani al Facultății de Limbi și Literaturi Străine - Universitatea din București. Referenți științifici: lect. dr. Ana Bărbulescu - Universitatea din București, lect. dr. Reka Maria Pupp - Universitatea din București, Pr. Dr. Marcel Courthiade - INALCO - D. Asie du Sud & D. Europe], [apărut: 21 decembrie 2016].
- Sarău, Gheorghe 2010, în “Enciclopedia personalităților din România. Enciclopedia biografică a femeilor și bărbaților contemporani cu carieră de succes din România. Hübners Who’ is Who”. Fondator și editor: Ralf Hübner. Lucrare principală. Ediția a V-a 2010, Zug (CH-Schweiz): Verlag für Personenenziklopädien AG, p. 1209-1210.